# Christian Peacemaker Teams
Community Peacemaker Teams (CPT) (früher Christian Peacemaker Teams) ist eine von den historischen Friedenskirchen (Mennoniten, Church of the Brethren und Quäker) ausgehende zunächst kirchliche Initiative, die ausgebildete Friedensfachkräfte in Konfliktregionen entsendet. Die Teams werden nach Einladung lokaler Menschenrechts- und Friedensinitiativen entsendet und bleiben langfristig vor Ort. Im Team gibt es sowohl Vollzeit- wie auch Teilzeit-Mitarbeitende. CPT unterhält Büros in Chicago und Toronto. Die Gründung erfolgte Mitte der 1980er Jahre.
Dauerhaft bestehende CPT-Teams gibt es in den Städten Barrancabermeja (Kolumbien), Sulaimaniyya (Kurdisch Nordirak) und Hebron (Palästina). Das Indigenous Peoples Support Team arbeitet mit verschiedenen First Nations in Kanada zusammen. Schließlich gibt es auch befristete Teams: das "Borderlands"-Team an der Grenze zwischen Mexiko und den USA und Aegean Migrant Solidarity auf der Insel Lesbos (Griechenland). Beide Teams unterstützen lokale Aktivisten bei der Begleitung von Flüchtlingen bzw. Migranten.
Im Mittelpunkt der Arbeit stehen die Begleitung von gefährdeten Personen und Gruppen, die Vermittlung von Kontakten zwischen lokalen sowie internationalen Menschenrechtsorganisationen, die Entwicklung gewaltfreier Alternativen zur Lösung von Konflikten und die Dokumentation und Veröffentlichung von Menschenrechtsverletzungen.

## Geschichte
CPT entstand nach einer Rede des amerikanischen mennonitischen Theologen Ron Sider auf der Mennonitischen Weltkonferenz in Straßburg 1984. Darin hatte Sider Christen dazu aufgerufen, ähnlichen Mut und ähnliche Opferbereitschaft zu zeigen, wie sie von Soldaten erwartet werden. Seine ursprüngliche Vision einer gewaltfreien Friedensarmee, die sich zwischen die Fronten kriegführender Parteien stellt – nach dem Motto „Getting in the way“ (sich in den Weg stellen) –, erwies sich als unrealistisch und lebensfern.
Dennoch entwickelte sich allmählich praktische und theoretische Ansätze für die Begleitung lokaler Friedensakteure, die unter Gewalt leiden. Das Motto von CPT ist: „Partnerschaften bilden, um Gewalt und Unterdrückung zu transformieren.“ CPT bemüht sich um Inklusivität, Ökumenizität und Diversität, als Zeichen der Liebe Gottes in Gemeinschaften. Krieg und Unterdrückung können durch die Kraft der Gewaltfreiheit, Partnerschaften mit lokalen Friedensstiftern und mutiges und kreatives Handeln verwandelt werden. Die Teams verzichten auf missionarische Tätigkeit und arbeiten kollegial mit Muslimen, Juden und säkularen Gruppen zusammen.

## Projekte
Das erste Vollzeitprojekt war in Haiti, wo das Team eine Gemeinde begleitete, die während des Putschregimes 1993/94, das Präsident Jean Bertrand Aristide gestürzt hatte, zur Zielscheibe von Paramilitärs geworden war. In Washington und Richmond unterstützten Teams zu gleicher Zeit humanitäre Projekte im Umfeld hoher Kriminalität. In Mexiko begleitete ein Team Mayas, die gewaltfrei gegen die Vertreibung aus ihren angestammten Dörfern durch Paramilitärs protestierten.

## Palästinensische Autonomiegebiete
Seit 1994 arbeitet CPT in Palästina. Die tägliche Arbeit in Hebron beinhaltet die Begleitung von palästinensischen Schulkindern zum Schutz vor Schikanen seitens jüdischer Siedler sowie Soldaten, das Dokumentieren von Siedler-Gewalt sowie Führungen durch Hebron, die sich hauptsächlich an Friedensaktivisten und Kirchenmitglieder richten. Laut dem CPT ist die israelische Besatzung "gewalttätig" und Versöhnung zwischen Palästinensern und Israels könne erst dann stattfinden, wenn die Besatzung endet. Bei der Begleitung von Schulkindern in 2005 zusammen mit Amnesty International und Operation Dove wurde ein Mitglied von einem extremistischen jüdischen Siedler schwer verletzt.
Human Rights Watch stellt CPT das Zeugnis aus: „one of the few credible sources about the human rights situation in Hebron“ zu sein.

## Kolumbien
Das Team in Barrancabermeja besteht seit 2001. Der Schwerpunkt der Arbeit ist die Begleitung von Dörfern entlang des Opon-Flusses, eines Seitenarms des Río Magdalena. Die Gemeinden flüchteten im Jahr 2000 aus ihren Häusern während der Kämpfe zwischen den Armeen der Autodefensas Unidas de Colombia (AUC) und FARC-EP. Teils durch die Vermittlung des CPT-Teams wurden die Gewalt gegen die Campesinos und Campesinas beendet und sie konnten in ihre Dörfer zurückkehren. Seitdem begleitet das Team die Menschen in der Region durch Monitoring und Dokumentation von Menschenrechtsverletzungen. Das Team arbeitet zudem mit Frauen- und Menschenrechtsgruppen in der Stadt Barrancabermeja, um Gewalt und Gewaltandrohung durch die AUC zu reduzieren.

## Irak
Seit Oktober 2002 ist ein Team von CPT im Irak präsent. Hier haben die Christian Peacemaker Teams auch als erste über den Folterskandal im Gefängnis Abu Graib berichtet. Am 26. November 2005 wurden dort vier Aktivisten entführt. Am 10. März 2006 wurde die Leiche eines der Entführten gefunden und identifiziert. Der 54-jährige US-Amerikaner Tom Fox war laut irakischer Polizei durch einen Kopfschuss getötet worden. Am 23. März 2006 wurden die drei übrigen Mitglieder der Gruppe Norman Kember, James Loney, und Harmeet Singh Sooden aus der Geiselhaft befreit.
2008 wurde das Team auf Einladung kurdischer Gruppen nach Sulaimaniyya verlegt, wo das Team mit den diversen kulturellen Gruppen im Nachkriegs-Irak partnerschaftlich mitarbeitet.